# Otoyol Sanayi A.Ş.

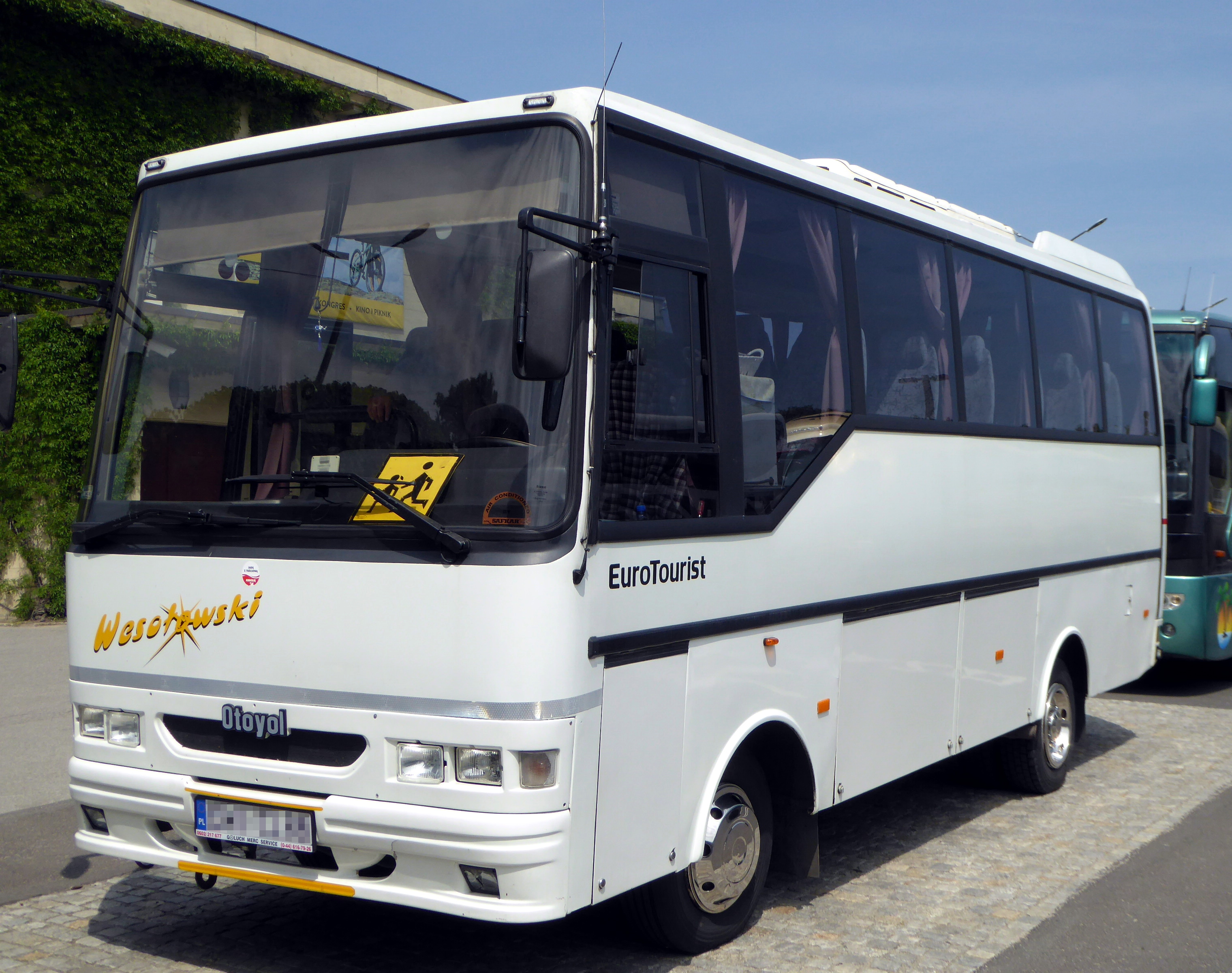
Autobus van Otoyol

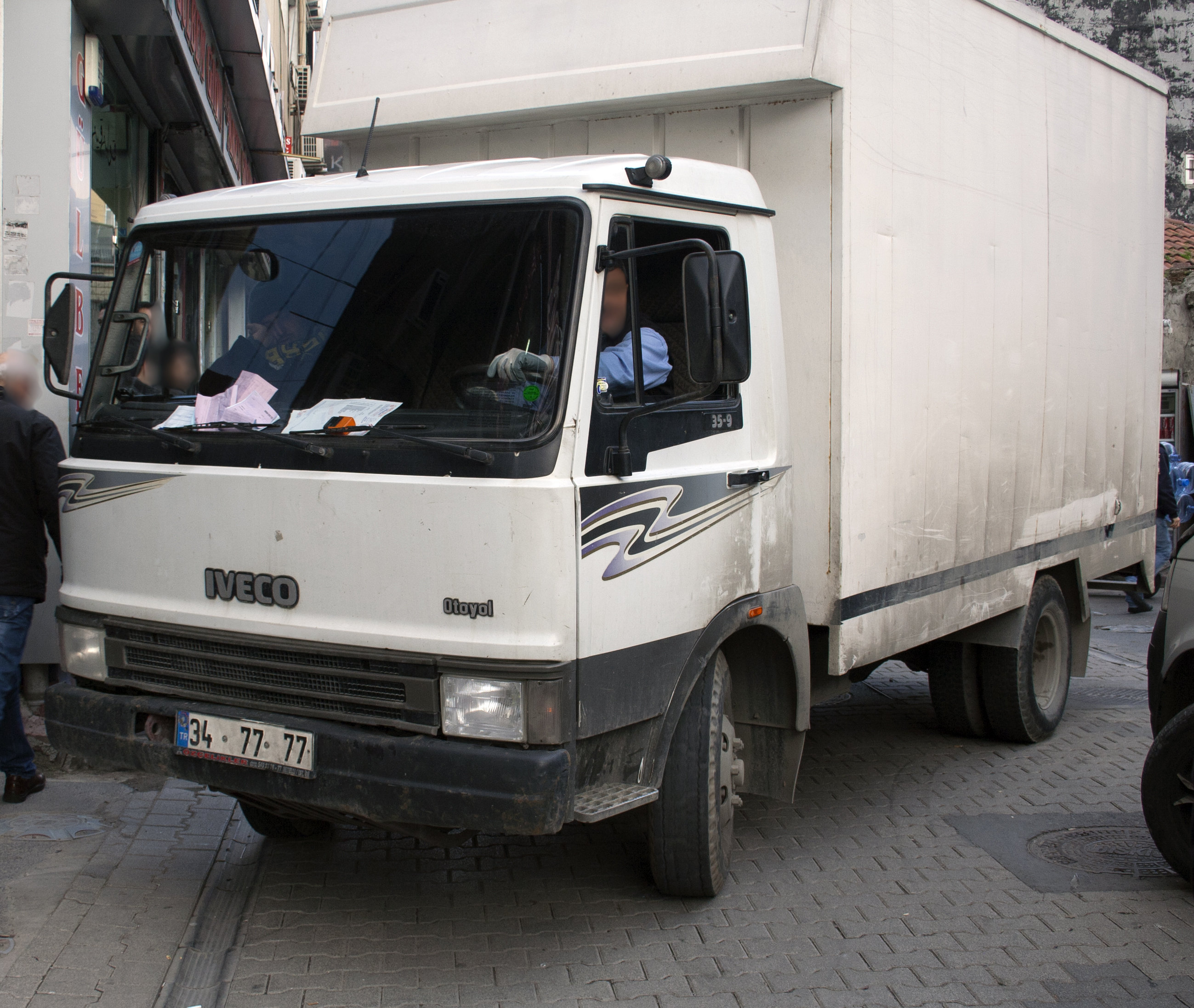
Iveco-Otoyol Zeta

Otoyol Sanayi A.Ş. (Nederlands: "Autosnelweg Industrie N.V.") was een Turkse fabrikant van vrachtwagens en autobussen. Het werd in 1966 opgericht als een joint-venture tussen Fiat, de Koç Holding en de Sabancı Holding. In 1989 trok Sabancı zich terug, waarna Iveco, dat in de tussentijd de vrachtwagenactiviteiten van Fiat had overgenomen, deze aandelen overnam.
In 1988 werd AZOtoyol opgericht, een joint venture tussen Koç en UzAvtosanoat. Dezelfde producten werden ook in Oezbekistan gemaakt. In 2006 verdween Koç en ging het verder als SAZ.
In 2008 kondigden de aandeelhouders aan de productie van bussen te stoppen, nadat een jaar eerder al de productie van vrachtwagens stopte. De productie van bussen ging deels verder bij Otokar.